# Inzago
Inzago ist eine Gemeinde mit 11.314 Einwohnern (Stand 31. Dezember 2023) in der Metropolitanstadt Mailand, Region Lombardei.
Sie liegt etwa 25 km nordöstlich von Mailand. Nachbargemeinden sind Pozzo d’Adda, Masate, Gessate, Cassano d’Adda, Bellinzago Lombardo und Pozzuolo Martesana.

## Demografie
Inzago zählt 3712 Privathaushalte. Zwischen 1991 und 2001 stieg die Einwohnerzahl von 8698 auf 8919. Dies entspricht einem prozentualen Zuwachs von 2,5 %.

## Söhne und Töchter der Stadt
- Bernardino Marchiselli de Quagis, genannt Bernazzano (* 1492 in Inzago; † 1522 in Mailand), Maler
- Adolfo Fumagalli (1828–1856), Pianist und Komponist
- Disma Fumagalli (1826–1893), Komponist und Musikpädagoge
- Luca Fumagalli (1837–1908), Pianist, Komponist und Musikpädagoge
- Polibio Fumagalli (1830–1900), Komponist, Organist und Pianist